# プロ野球列伝 レジェンドナイン
『プロ野球列伝 レジェンドナイン』（-やきゅうれつでん-）は韓国のAniPark製作、ネットマーブル（CJ Internet）運営のオンライン野球ゲーム「魔球魔球」（마구마구）の日本版である。海外へのライセンスはCJ Internetが行っている。
韓国では「NO.1 野球ゲーム」と謳っている。また、2009WBC韓国代表のヘルメットスポンサーや、韓国プロ野球のシーズンのネーミングライツを取得する（例：2009年度の韓国プロ野球は「2009 CJ 마구마구 프로야구」（2009CJ魔球魔球プロ野球）の名称で行われた）などの活動をしていた。
以降の記述は特記なき場合、日本のパソコン版の記述である。

## パソコン版
日本ではゲームポットが運営していた。2009年2月9日までは韓国同様「魔球魔球」（まきゅうまきゅう）のタイトルで、2008年7月24日にクローズドβテストが行われ、その後のオープンβテストの後、2008年11月4日正式オープン。2010年2月28日に日本版のオンラインサービスを終了した。

### スマートフォン版
2014年4月17日にCJ Internet JapanがiOSおよびAndroid版『プロ野球列伝 レジェンドナイン2014』をリリースした。

## 概要
実在球団のプロ野球選手のカードを集め、自分だけのオリジナル球団を作り対戦するプロ野球ゲームである。
魔球や魔打といったカードの駆け引きが加わるゲームモードや、最大3人までのチームプレイにも対応しており、対人戦のゲーム性を重視した野球ゲームとなっている。
ゲームシステム自体はオーソドックスで，基本的には直感的なキー操作だけで十分にプレイ可能。その一方で，投球では球種/球威の強弱/コースの決定，守備ではダッシュやダイビングキャッチなどに若干のアクション要素が入っている。また、試合の随所に実況と解説が入り、試合のムードを盛り上げている。
過去数年にさかのぼって選手データとOB選手が配信されており、過去の選手データカードと現在の選手データカードを織り交ぜた夢のデッキを作る事が可能というコンセプトとなっている（ただし同一選手は年度が違っても同じデッキに登録することは制限されている）。同じ選手であっても年度が違えば能力が異なるため、カード収集におけるコレクション性を高めている。
選手データの基本能力や変化球は個々に細かく設定されている。また、実在の投手や打者の個性的なフォームを再現する特殊モーションが選手ごとに随時追加されている。

### 日本版の特徴
日本野球機構（NPB）所属の12球団の選手のデータがカード化されており、実況はフリーアナウンサーの桐山隆、解説は田尾安志が担当している。
1998年度から2009年度までの成績データを反映した選手データカードと2009年度の成績によって能力が変動するチェンジャブルカード、引退した選手の中から選ばれたOB選手カードが実装されていた。

#### 現役選手
実装されたカードは2009年時点でNPB所属の球団に支配下登録されている現役選手及びコーチ・監督のカードであり、MLBなど他国のリーグや独立リーグに移籍した選手（イチロー・松坂大輔など）や引退した選手（例:古田敦也）などNPBの管理下から離脱した選手は後述のOB選手を除き登場しなかったため、過年度のデータ配信の際に、選手数が減少し、年度別チームが組めなかったり、該当する年度に活躍した選手が登場しないなどの問題があった。
サービス開始当初は2008年時点でNPB所属球団で現役だった選手のカードも入手できたが、2009年3月のアップデートで2008年度末に海外・独立リーグに移籍した選手（上原浩治・川上憲伸など）や一部の引退した選手（清原和博など主にNPB12球団のコーチにならなかった選手）の取引が制限され、トレード・カードパック購入・ミックスでの入手、特定モードでの使用が不可になった。取引制限前に入手した選手は特定モード以外では使用できた。
一方で2009年はNPBでプレーした井口資仁・福盛和男などについては、アップデートでNPB在籍時代の各年度のカードが追加実装された。ホセ・オーティズ（2008年ロッテ退団、2009年途中ソフトバンク入団）などの場合はロッテ退団のため取引制限の対象になったものの、NPB復帰にともない制限が解除された。
韓国版（韓国野球委員会）および台湾版である『全民打棒球Online』（中華職業棒球大聯盟）では現地のプロ野球リーグのチーム・選手に加えてMLBのチーム・選手が登場するが、日本版においてMLB選手は登場しなかった。このため、前述のカード化問題と併せて、海外版においては使用できるMLB所属日本人選手が日本版ではNPB時代、MLB時代ともに使用できないという状況であった。

#### OB選手
2009年4月のアップデートで、プロ野球OB選手カードが追加された。この中には長嶋茂雄や江夏豊など、現役選手が実装されている1998年度より前の選手も用意されていた。

#### その他
ユニフォームは現在の12球団のものが採用されていたが、現存しない大阪近鉄バファローズや2004年に身売りした福岡ダイエーホークス（現:福岡ソフトバンクホークス）やOB選手の所属チームのうち、親会社に変化のあったチームは現在のチーム毎にグループ分けされたチームの所属という扱いになっている。また、旧年度版のカードでは選手が球団のユニフォームを着ておらず、共通のユニフォームを着たカードとなっている。
球場については日本版ではフランチャイズ球場は阪神甲子園球場のみの実装で他は架空球場だった。台湾版では東京ドームが実装されている。

## ゲームシステム
日本版で実装されていたもののみ記述する。

### ゲームモードと試合
シナリオに沿ってコンピュータと戦うシングルプレイと対人戦（1人対1人、チーム戦、多人数）が可能である。
対人戦のルーム作成時には、イニング数（3イニング・6イニング・9イニング）、DH制の採用の有無、使用する球場を選択できる。試合中のカメラビューは複数パターン用意されており、プレイヤーが任意に変更できる。
ゲームモードには以下のものがある。
- ノーマルモード－実際の野球と同一ルールが適用される正統派野球モード。
- ミラクルモード－自分がセットしたミラクルカードを使用しながら、一般野球ルールに合わせてゲームを進行するモード。
- ストライクモード－ストライクのみ投げられるモード（ボール球を投げると失投）。
- フルカウントモード－すべての打席で2ストライク3ボールからスタートするモード。
- カードバトルモード－イニングごとに与えられる4枚のミラクルカードを使用しながらゲームを進行するモード（すべての打席は2ストライク3ボールからスタートする）。
- バッティングバトル－最大30人のユーザーとバッティングの得点を競い合うモード（全30球を打った総得点で順位が決定する）。

また、この他に「大会モード」と1人で練習するための「練習モード」がある。

### 選手カード
選手カードはゲーム内通貨「エニー」を使って購入できる。「ショップ」で販売されている選手カードセットにはランダムセットの他、球団別セットやポジション別セットなども用意されている。
また、不要なカード複数枚をミックスすることにより新しいカードを入手することもできる。ミックスの方法によって、上位のレアリティのカードができることもあるが、逆にレアリティの低いカードになることもある。
トレードシステムを利用して他のプレイヤーの出品しているカードをエニーで購入することも可能だが、一度トレードされたカードは取引不可となり、ふたたび出品やプレゼントすることはできない（ミックスに使用することは可能）。
選手カードは以下のようにランク分けがされており、エリートカードは年度別に数選手しか存在しない最高レアリティのカードとなっている。
| 現役選手         | OB選手         | レベルアップ |
| ---------------- | -------------- | ------------ |
| エリート（紫）   | ゴールド（金） | ○            |
| レア（赤）       | シルバー（銀） | ○            |
| スペシャル（黄） | ブロンズ（銅） | ○            |
| ノーマル（青）   |                | ×            |

このほかにも以下の選手カードが存在する。
- チェンジャブルカード（緑）

実際の選手の成績によって能力が変動する期限付きのカード。
- ベーシックカード

ゲーム開始直後に配布され、各チーム25枚用意されている。カード形式のゲームでありがちな有名選手が開始時に用意されていないということがなく、各球団の主要選手が開始直後から使用できるようになっているのも特徴。アップデートで能力、選手が変化する場合がある。
ベーシックカード以外で同一球団に所属した選手（移籍した選手は所属年度のカードを使用する必要がある）でオーダーを作成すると各選手の能力にデッキボーナスが加算される。さらに所属年度まで統一すると別のボーナスが加算される。

#### 選手能力
選手のパラメータとして、野手はパワー・ミート・スピード・スローイング・守備、投手には体力（スタミナ）・コントロール・ストレート系球種・各変化球の球威が設定されている。野手の守備位置は選手カード1枚につき1ポジションのみ（DH含む）で、いわゆるサブポジションは設定されていない。外野のレフト・センター・ライトは区別されている。投手の適性は先発・中継・抑えの3つの設定となっている。投手の変化球は多種あるが、選手により持ち球が異なる。また、同じ球種でも選手の特徴によって軌道の異なるものもある。
選手カードには他にも天候属性（晴・曇・雨・雪・無属性）が設定されており、無属性以外の選手は得意な天候で能力がアップし、相対する天候（晴と曇、雨と雪）だと能力が減少する。天候は試合中でも変化するが、雨や雪の状態が続いても試合中断・雨天中止などはない。また、ドーム球場では天候の影響はなく、無属性の選手の能力も変化しない。
また、スペシャル・ブロンズ以上の選手カードには能力に応じてタイプが設定されている。野手はパワー・ミートとスピード・スローイング・守備の組み合わせの6タイプ、投手は変化球を投げるキーの6タイプとなっており、後述するレベルアップによる成長に影響する。

#### レベルアップ
カードランクごとに定められたエニーを支払うことによってレベルアップにチャレンジできる（ノーマルカードとベーシックカードはレベルアップできない）。レベルアップは最大7回まで挑戦でき、成功すればタイプに応じた能力が上昇する。失敗した場合でもカードが無くなることはないが、チャレンジ回数は消費されるため、最大レベルにするためには7回全部成功する必要がある。

### ミラクルカード
ミラクルモード及びカードバトルモードで試合中に使用できるカードであり（その他のゲームモードでは使用できない）、ショップでエニーを使って購入するほか、試合の際に入手することもある。
ミラクルカードには、
- 魔球及び魔打を発動する「魔球カード」
- 選手の能力を上昇する「技能カード」
- 選手の相性に関係する天気を変更する「戦術カード」

が存在する。それぞれのカードには相性があり「魔球カード」にはジャンケンのグー、「技能カード」にはチョキ、「戦術カード」にはパーが記されており、対戦者が相互同時に使用した場合にはジャンケンに負けたカードは無効化され勝ったカードのみ効果が発揮される、というシステムになっている。これにより相手との駆け引きが生まれ、通常の野球に加えてゲーム性を強化したプレイモードとなっている。

### アイテム
ゲーム内の通貨である「エニー」で購入するアイテムと、課金することにより手に入る「QP」（魔球ポイント。1QP=1GP（ゲームポットポイント）=10円）で購入するアイテムがある。購入するとエニーが手に入るアイテムも存在する。能力を高める装備アイテム（エニーで購入）としてユニフォーム、スパイク、バットなどが、試合中に一定確率で能力を上げたり特殊効果が発動するアクセサリー（QPで購入）として、ゴーグル・ネックレス・ピアスなどがあるが、使用期限が設定されている。
その他にも補助的なアイテムとして、投手の体力を回復するアイテムや、試合で獲得するエニー・勝点（経験値）を増加するアイテムなどがある。

### 操作方法
投球には左右のコースの他に高さの概念があり、ピッチャー視点およびキャッチャー視点の画面で、実況パワフルプロ野球シリーズの様な三次元空間で投打を行うシステムである。
投球は方向キーで投げるコースを、投球キーで投げる球種、押す時間で投げるパワーを決定する。パワーが大きいほどスタミナ消費量が増す代わりに球威のある球が投げられるが、このとき長く押し過ぎると失投となり、ど真ん中の甘い球やパスボールになってしまう。守備はマニュアル操作とオート操作が可能。
打撃は方向キーでコース（縦横3×3の9コース）を絞り（パワーヒッティングに設定することも可能）、スイングキーでスイングの方法（アッパースイング、レベルスイング、ダウンスイング、バントの4種類）を決定する。走塁は方向キーで塁指定を行う。